# ماريتشيارو (نابولي)

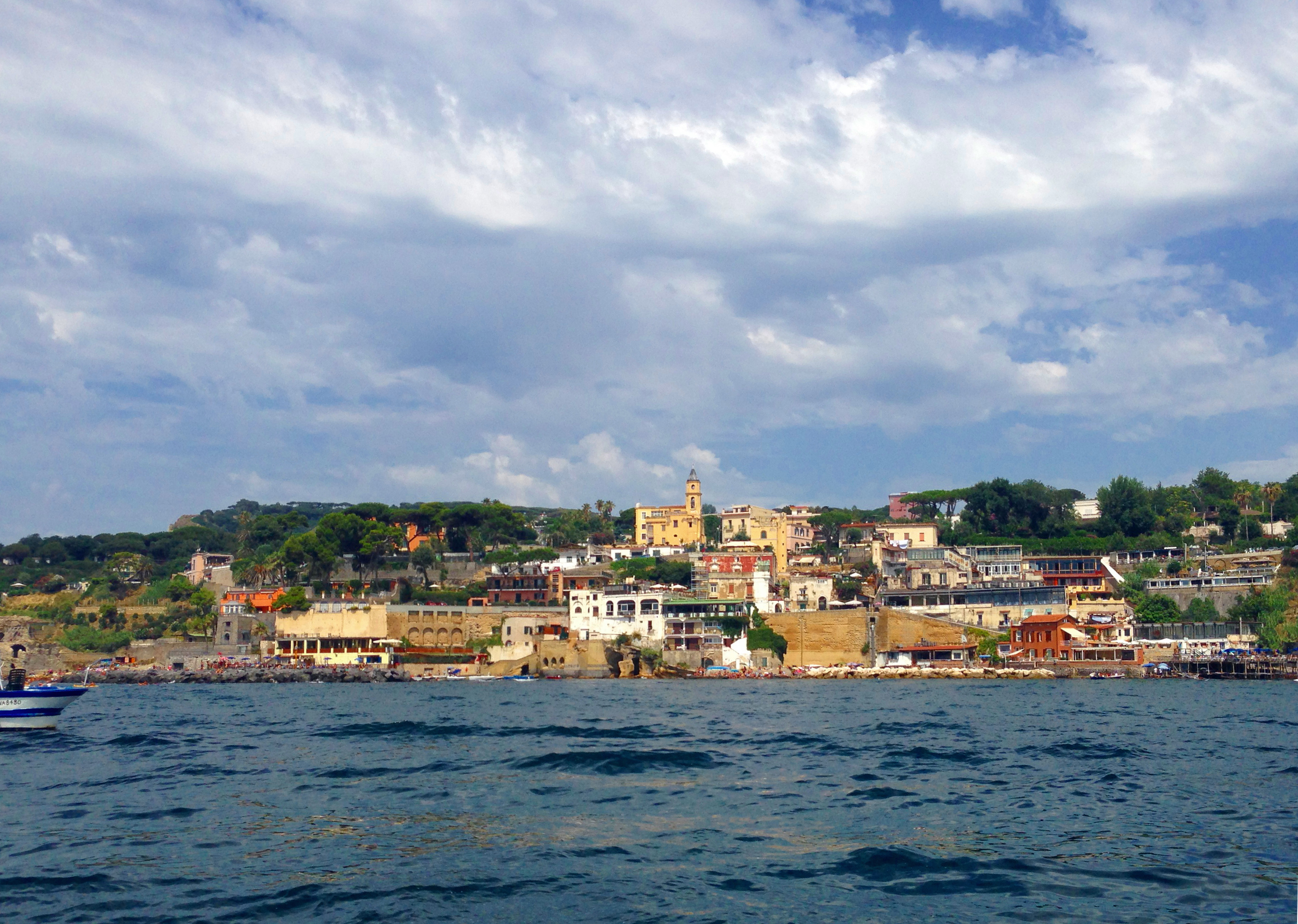
منظر برج ماريتشيارو من البحر

ماريتشيارو هي قرية صغيرة تقع في منطقة بوسيليبو في نابولي.

## خلفية
ماريشيارو، ترجع التسمية إلى كنيسة سانتا ماريا ديل فارو . واسم ماريتشيارو تعني البحر الشفاف، كما هو شائع، وذلك من شفافية مياه بحر بوليسيبو، ومن سكون بحرها.
وهناك بعض وثائق لمملكة صقلية تتحدث عن فرس البحر المترجم إلى ماريتشيارو بالنابولية والتي منها قد يكون جاءت التسمية للمدينة . 

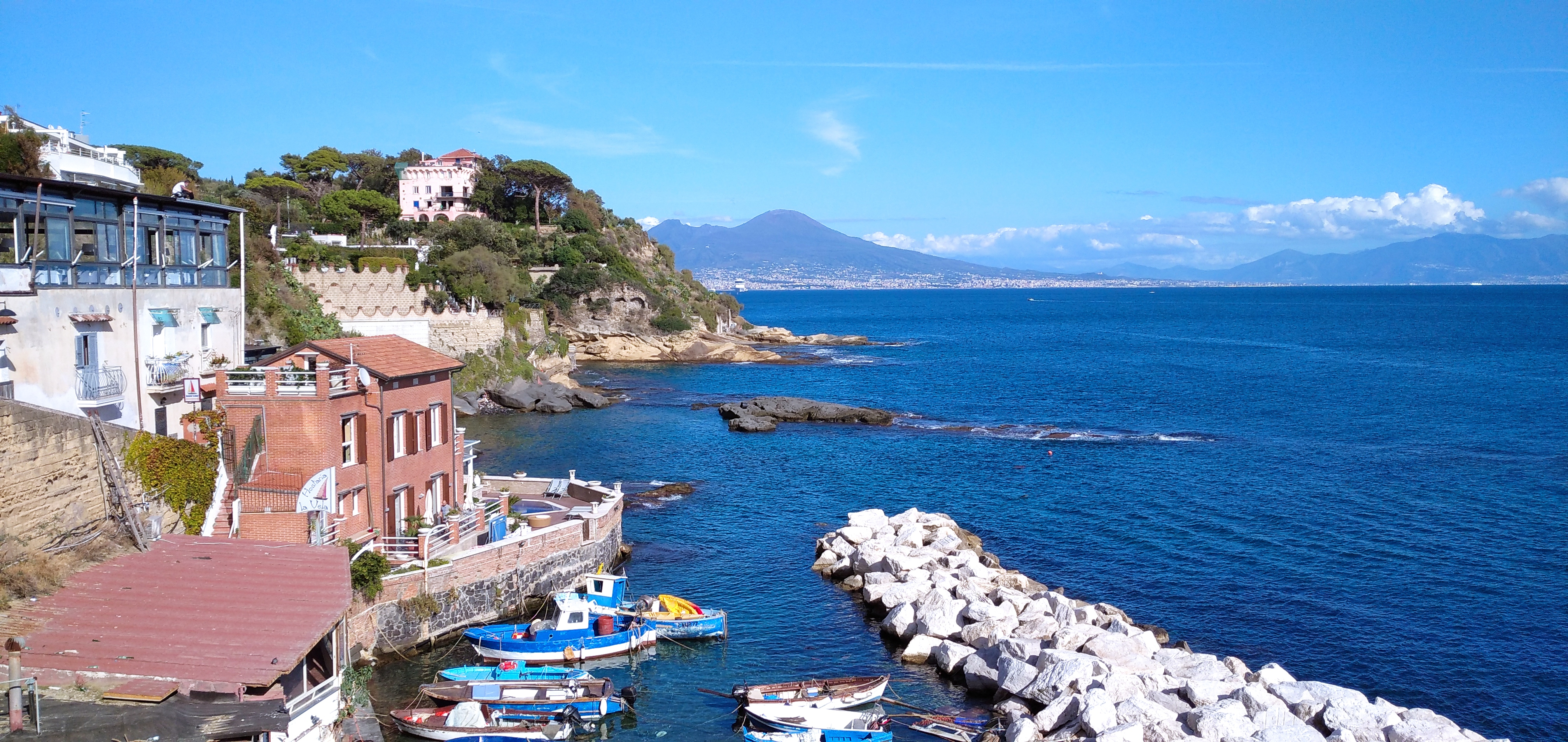
منظر من درج ماريتشيارو الشهير

كانت في الستينيات من القرن الماضي أحد رموز دولتشي فيتا في إيطاليا، واشتهرت بمطاعمها الرائعة التي تطل على بانوراما رائعة للخليج.  ومن ماريتشيارو يمكن أيضًا الاستمتاع بالمنظر البانورامي لمدينة نابولي بكاملها، ورؤية جبل فيزوف الشهير، وحتى شبه جزيرة سورينتو وجزيرة كابري التي تظهر تمامًا أمام شاطئ الجزيرة.

## أسطورة النافذة
ساهمت أسطورة النافذة بشكل أكبر في شهرة هذة الجزيرة وهو ما يسمى بـ Fenestella ( نافذة باللغة الإيطالية).
وتقول الأسطورة أن الشاعر والكاتب النابولي سالفاتوري دي جياكومو، الذي رأى أعواد شجرة القرنفل على عتبة نافذة صغيرة، وكان هذا المنظر مصدر إلهام ليؤلف أشهر أغاني نابولي (الماريتشيارو).
ولا تزال النافذة موجودة حتى اليوم، وهناك دائمًا قرنفل طازج على حافة النافذة، بالإضافة إلى لوحة تذكارية من الرخام الأبيض محفور عليها نوتة الأغنية واسم مؤلفها (الذي توفي في أبريل 1934).
يشهد الأرشيف الوطني لنابولي على وجود ما يقرب من مائتي أغنية كلاسيكية مخصصة لهذه المنطقة الصغيرة من بوسيليبو . 

## معرض الصور

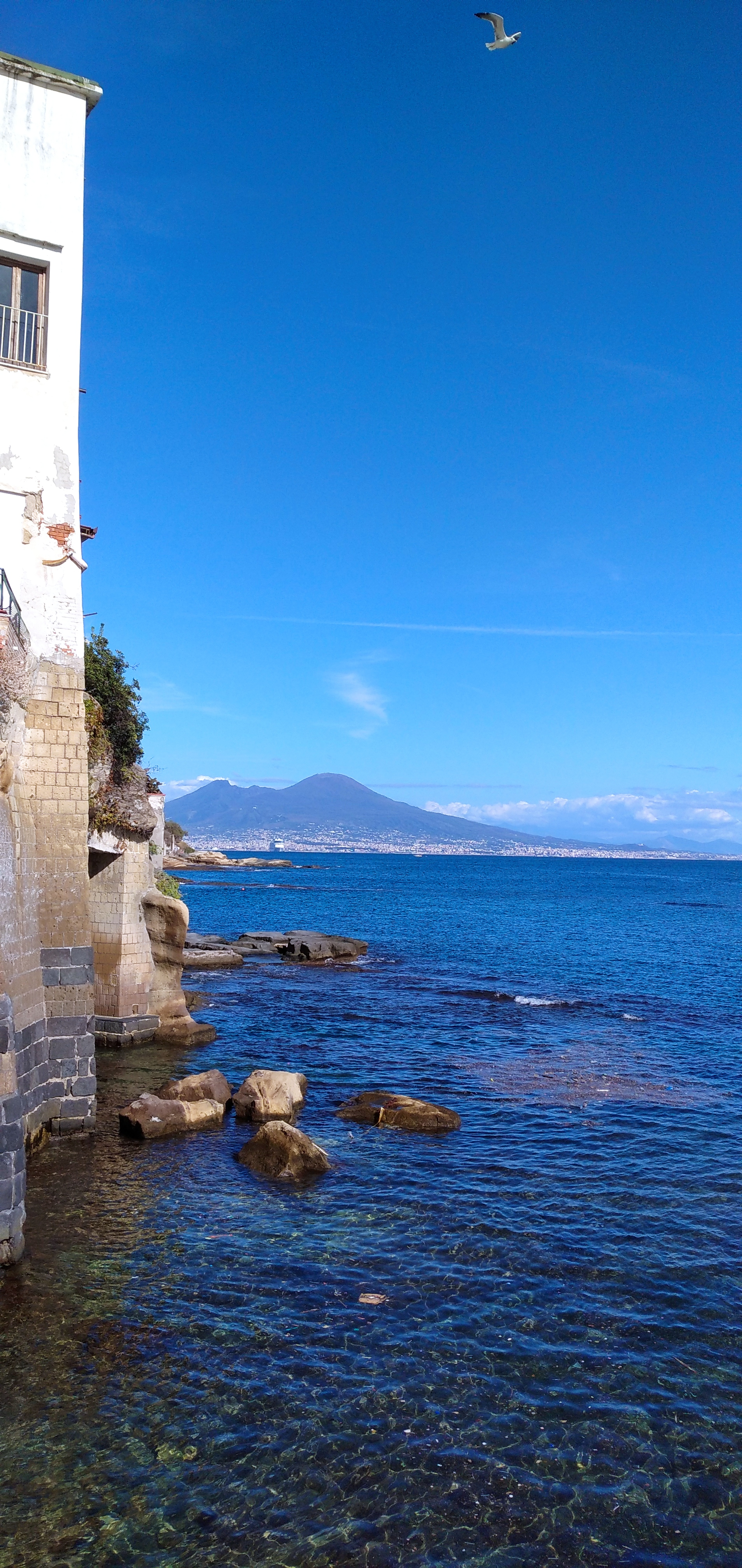
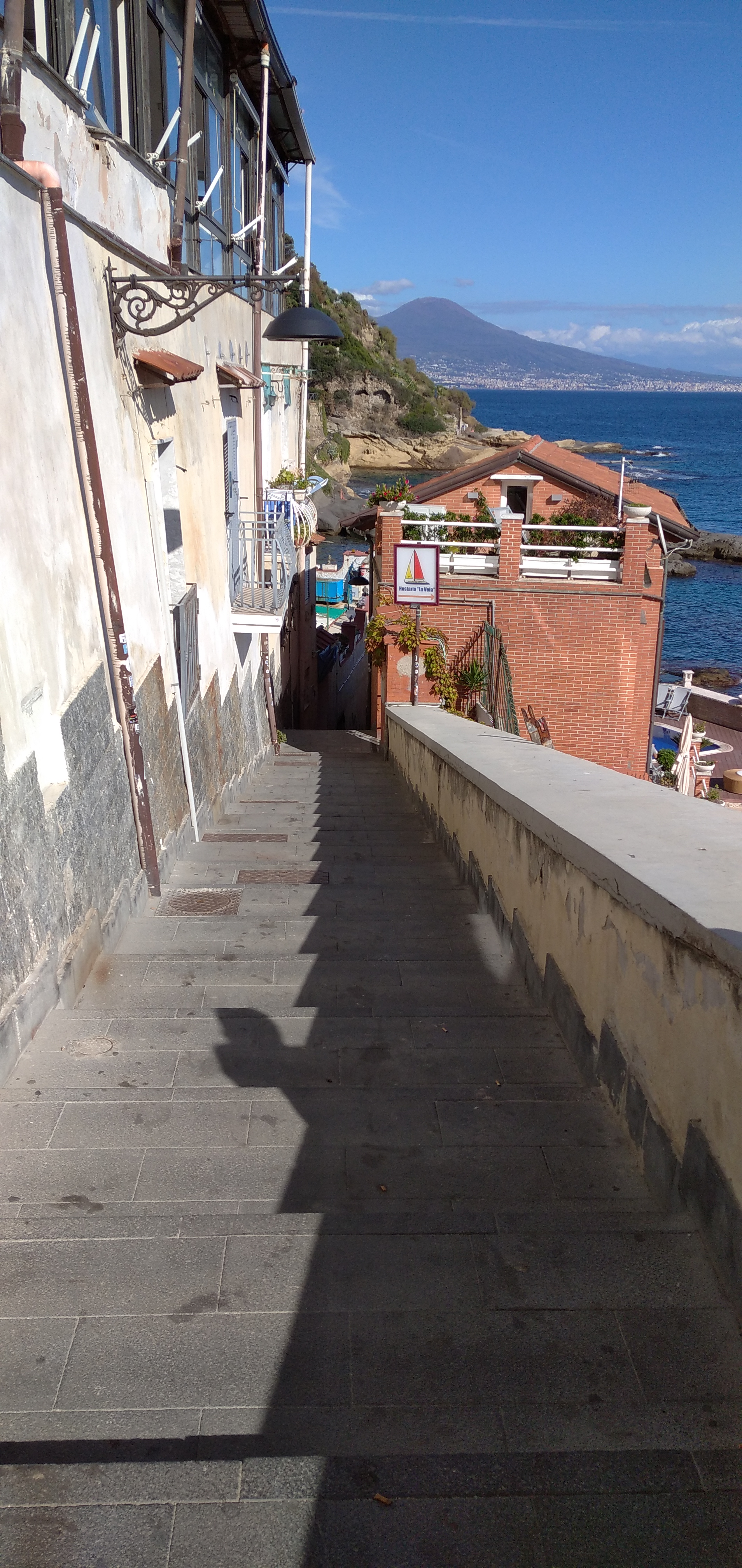
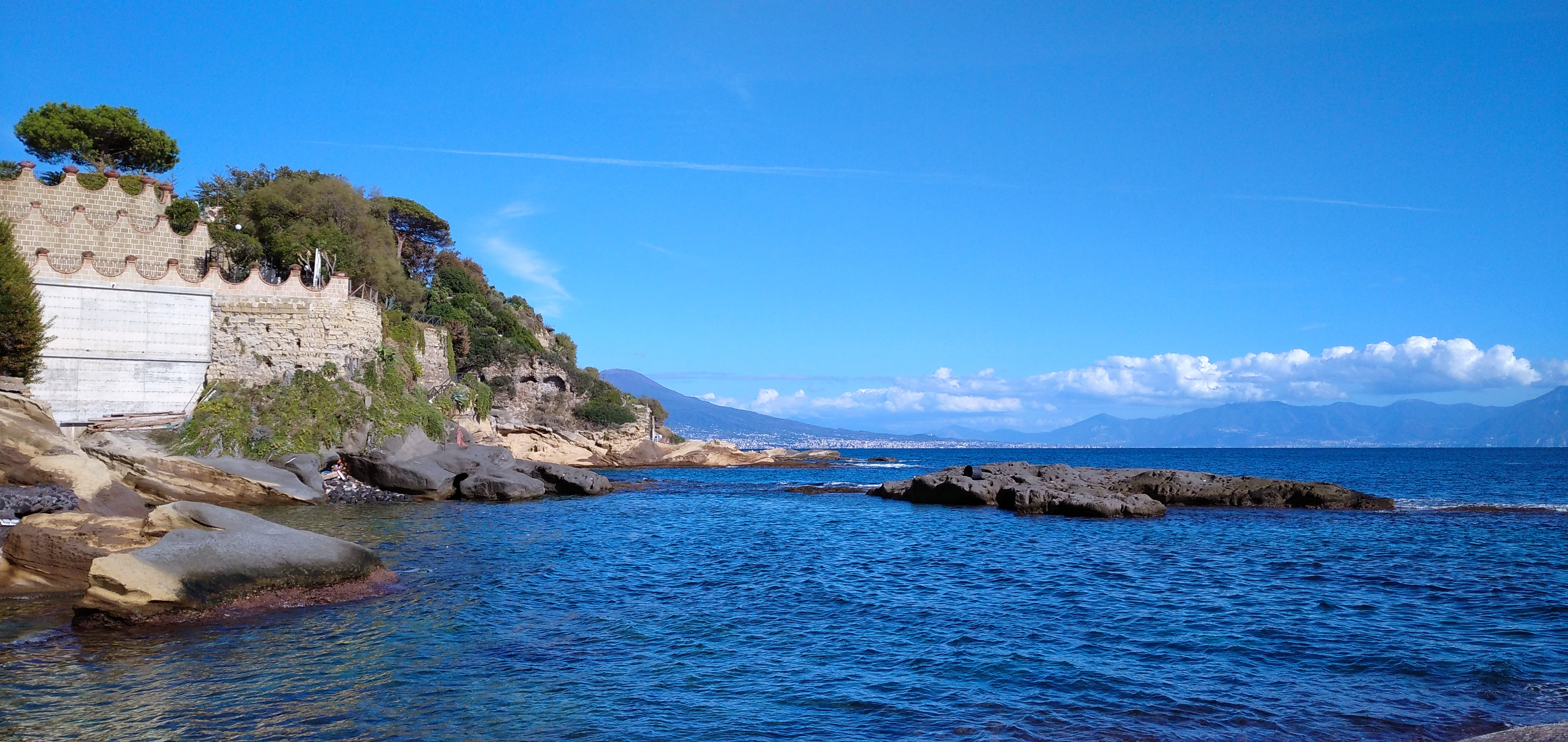
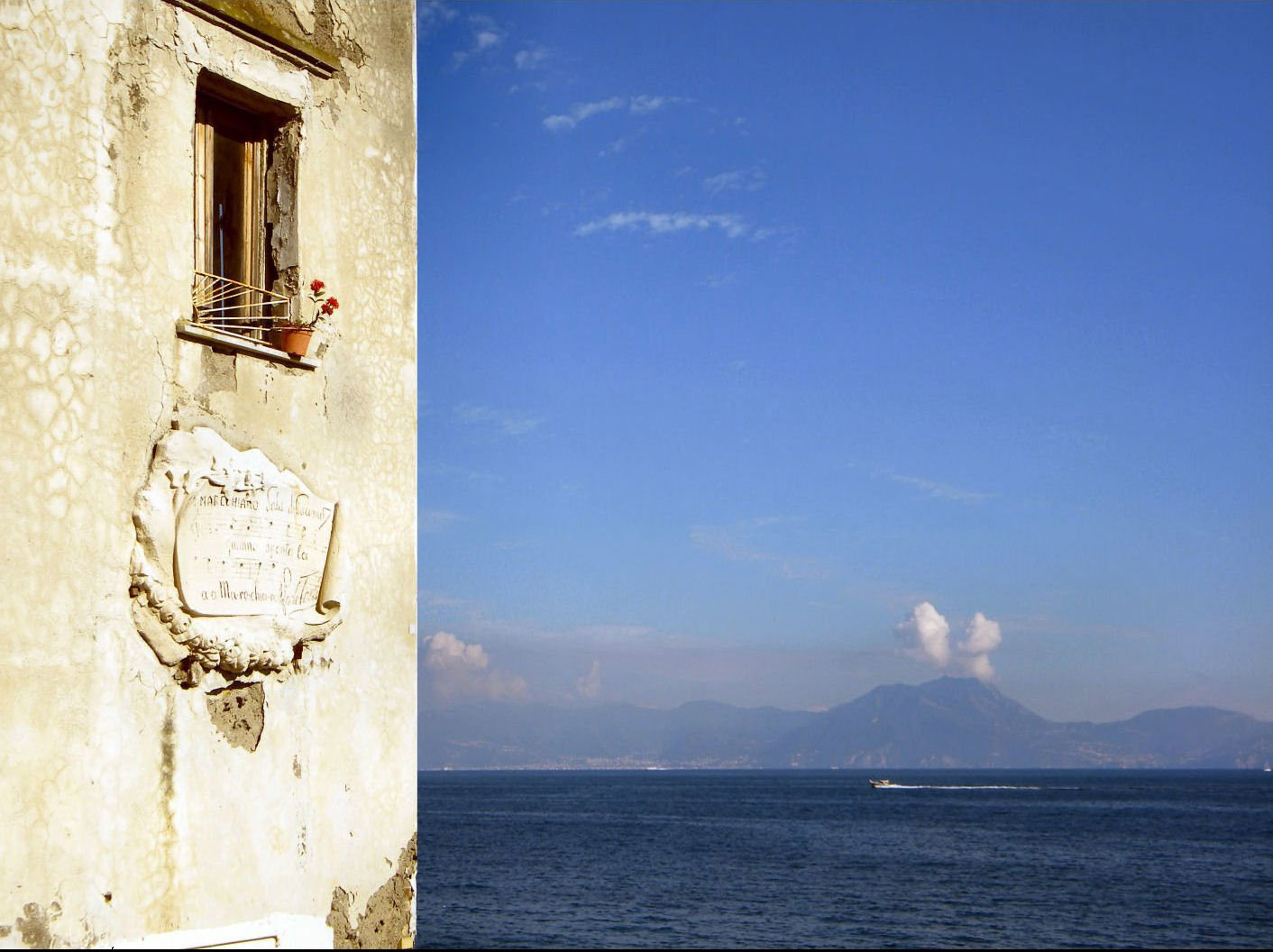

## مشاريع أخرى
- Wikiquote contiene citazioni di o su Marechiaro
- Wikimedia Commons contiene immagini o altri file su Marechiaro